# Bing Maps for Enterprise
Bing Maps for Enterprise (old Microsoft Virtual Earth) とは世界の地理情報を閲覧できる マイクロソフト が提供しているサービスである。2005年7月に公開された。
航空写真と地図情報を表示することができドラッグ＆ドロップで地図をスクロールすることも可能。検索した地点のアイコンをクリックすると、住所などの地図情報が表示される。また地図を鳥瞰図で見るなどの機能がある（ただし表示できる地域は限られている）。「Virtual Earth」の名称は Live Local Search の登場で一時なくなったが、3D 表示を行う「Virtual Earth 3D」(ベータ版)として再登場。しかし、Bing の登場で「Bing Maps 3D」に変更され、同時に正式版となった。